# Нарушенные обеты
«Нарушенные обеты» (англ. Broken Vows) — американский художественный фильм, поставленный режиссёром Джадом Тейлором по роману Дороти Солсбери-Дэвис «Куда ведут тёмные улицы» (англ. Where the Dark Streets Go). Премьера фильма в США состоялась 28 января 1987 года.

## Сюжет
Молодой священник Питер Джозеф Макмэн терзается сомнениями в своём призвании, вере и целомудрии, когда судьба ставит его перед нелёгким выбором — чувство или долг.

## В ролях
- Томми Ли Джонс — Питер Джозеф Макмэн, священник
- Аннетт О’Тул — Нана Мари «Ним» Фицпатрик
- М. Эммет Уолш — детектив Маллиган
- Майло О’Ши — монсеньор Кэйси
- Дэвид Гро — Майкл Драмм
- Мадлен Шервуд — миссис Чейз
- Жан Де Баэр — Джин Драмм
- Дэвид Стрэтэйрн — Стюарт Чейз
- Фрэнсис Фишер — Морин Фелан
- Питер Кромби — Дэн Филэн